# Jimmie Lunceford
James Melvin „Jimmie“ Lunceford (6. červen 1902 – 12. července 1947) byl americký jazzový saxofonista a bandleader ve swingovém období.

## Diskografie
- Jazznocracy (1934)
- Rose Room (1934)
- Runnin' wild (1935)
- My blue heaven (1935)
- Organ grinders' swing (1936)
- For dancers only (1937)
- Hell's bell (1937)
- Margie (1938)
- Tain't what you do (1939)
- White Heat (1939)
- Lunceford Special (1939)
- Yard Dog mazurka (1941)
- Blues in the night (1941)